# Vũ Ngọc Tiến
Vũ Ngọc Tiến (1946 tại làng Yên Thái, nay thuộc phường Bưởi, quận Tây Hồ, Hà Nội – 19 tháng 6 năm 2024 tại Thành phố Hồ Chí Minh), là một nhà văn Việt Nam.

## Sự nghiệp văn học
Năm 1966, ông bắt đầu có tác phẩm in trên báo với bút danh Vũ Liên Châu, nhưng năm 1969 thì nghỉ viết. Năm 1994, ông viết trở lại với nhiều bút danh: Vũ Mai Hoa Sơn, An Thái, An Thọ, Vũ Ngọc Tiến... Các tác phẩm ký, phóng sự, điều tra, truyện ngắn, phê bình tiểu luận đăng nhiều trên các báo ở TW, HN, Tp HCM (Văn Nghệ, Văn Nghệ Trẻ, Người Hà Nội, Văn Sài Gòn, Tia Sáng, Tuần Tin Tức...).và khoảng gần 100 kịch bản, lời bình cho các phim tài liệu truyền hình. 

## Giải thưởng
- Giải thưởng ở 2 cuộc thi Ký- Phóng sự do báo Văn Nghệ và Hội Nhà Văn tổ chức năm 1996- 1997 & 2002- 2003

## Tác phẩm thu hồi
Rồng đá của Vũ Ngọc Tiến và Lê Mai do Nhà xuất bản Đà Nẵng in vào quý 3/2008, đã bị thu hồi vì "có nội dung không phù hợp". Nó động chạm đến xung đột Việt–Trung 1979–1990 và viết ra "những sự thực có thật của chiến tranh, những sự thực mà thời đang chiến chúng ta phải tạm giấu đi, tạm quên đi, cho mục đích cuối cùng là chiến thắng" .